# Agnolotti

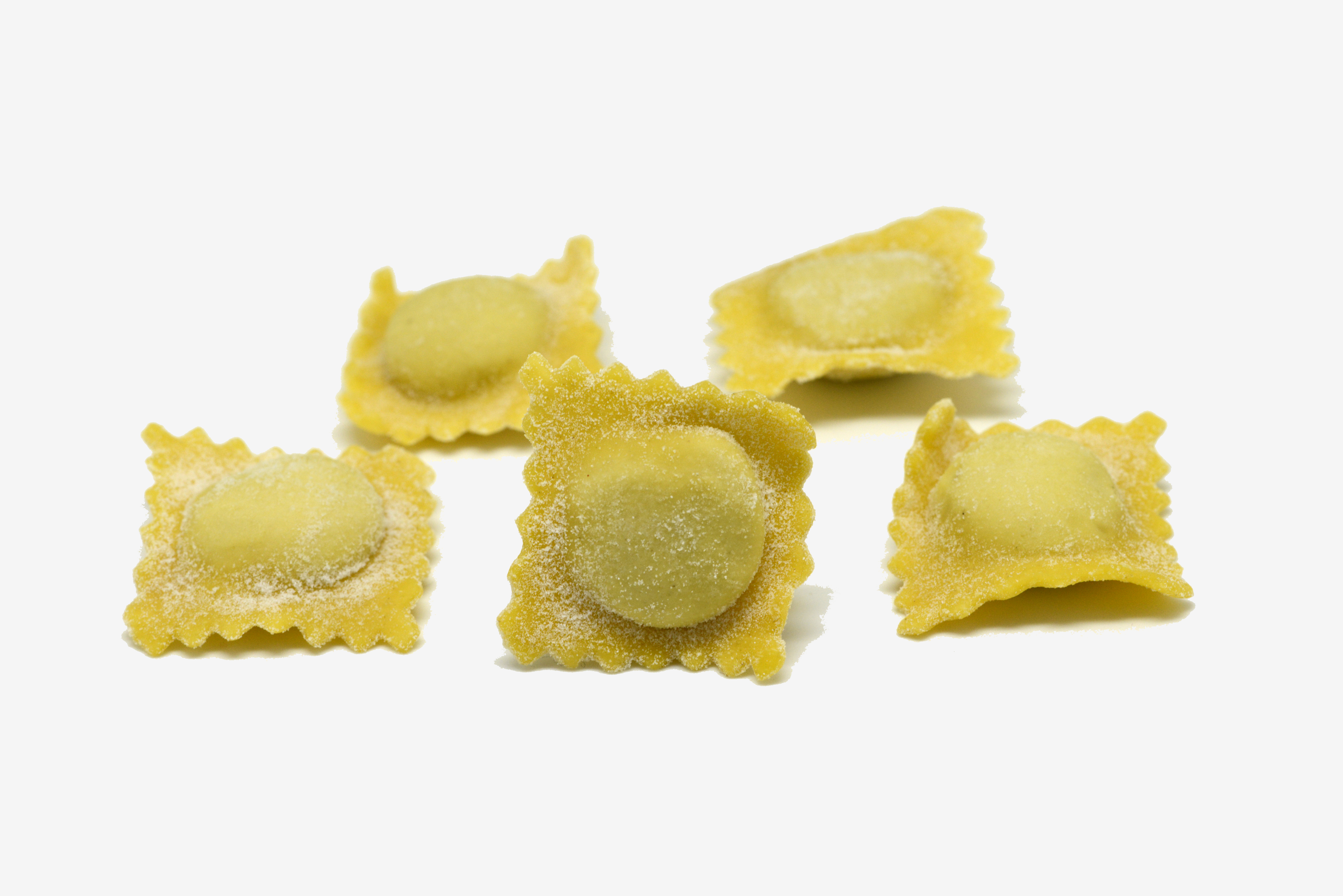
Agnolotti

Agnolotti alla piemontese (także: agnolotti piemontesi) – odmiana włoskich pierożków ravioli, danie typowe dla Piemontu.
Agnolotti wypełnia się farszem mięsnym z pieczonej wołowiny i warzyw (ewentualnie sera). Tradycyjnie są wykonywane z makaronu jajecznego i mają kształt kwadratu o boku około jednego cala. Prostokątne noszą natomiast nazwę Agnolotti al plin i są najpopularniejsze w rejonie Langhe i Monferrato. Gotuje się je we wrzącej wodzie i podaje z roztopionym masłem i szałwią oraz posypuje startym parmezanem. Możliwe jest także zaserwowanie agnolotti w rosole.
Danie wspomina Umberto Eco w powieści Cmentarz w Pradze, kiedy to główny bohater, Simonini, spożywa je w najlepszych turyńskich restauracjach.